# Xanthorhoe everetti
Xanthorhoe everetti là một loài bướm đêm trong họ Geometridae.